# Валентайн (река)
Валентайн — река в округе Кокран в Северо-Восточном Онтарио, Канада, находящееся в бассейне залива Джеймс, являющееся притоком озера Пивабиска и источником одноимённой реки. Территория вокруг реки достаточно малонаселённая, около шестнадцати жителей на квадратный километр. Высота истока — 249 м над уровнем моря. Высота устья — 235 м над уровнем моря.

## Течение
Река Валентайн берёт начало на озере Валентайн рядом с городком Стоддарт и течёт на Северо-Восток. Входит в парк Фушими и втекает в озеро, носящее название парка, как главный приток. Река продолжает путь через сток озера на Северо-Востоке и направляется в озеро Ханлан, затем на юго-восток, мимо поселений Фонтейна и Ханлан, и в итоге впадает в озеро Вулверин. Из него дальше на Восток и доходит до своего устья в озеро Пивабиска.

## Притоки
Левые:
- Вулверин-Крик

Правые:
- Френч-Крик
- Брюле́-Крик
- Пенхолл-Крик
- Река Малая Валентайн

## Климат
В окрестностях реки преобладают смешанные леса. Регион находится в субарктической климатической зоне, среднегодовая температура в регионе составляет 0 °C. Самым теплый месяц — июль и его средняя температура — 17 °C, а самым холодным — январь с температурой −21 °C. Среднегодовая норма осадков — 1166 миллиметров. Самым дождливым месяцем является октябрь, в среднем 155 мм осадков, а самым сухим — февраль, 48 мм осадков.
| Климатограмма Валентайн                              | Климатограмма Валентайн | Климатограмма Валентайн | Климатограмма Валентайн | Климатограмма Валентайн | Климатограмма Валентайн | Климатограмма Валентайн | Климатограмма Валентайн | Климатограмма Валентайн | Климатограмма Валентайн | Климатограмма Валентайн | Климатограмма Валентайн |
| ---------------------------------------------------- | ----------------------- | ----------------------- | ----------------------- | ----------------------- | ----------------------- | ----------------------- | ----------------------- | ----------------------- | ----------------------- | ----------------------- | ----------------------- |
| Я                                                    | Ф                       | М                       | А                       | М                       | И                       | И                       | А                       | С                       | О                       | Н                       | Д                       |
| 61 −19 −23                                           | 48 −15 −18              | 61 −8 −14               | 76 5 −7                 | 104 15 3                | 135 20 9                | 132 21 13               | 83 20 11                | 137 15 6                | 155 7 −1                | 117 −3 −11              | 59 −15 −19              |
| Температура в °C • Сумма осадков в мм Источник: НАСА |                         |                         |                         |                         |                         |                         |                         |                         |                         |                         |                         |